# Halsou
Halsou est une commune française, située dans le département des Pyrénées-Atlantiques en région Nouvelle-Aquitaine.
Le gentilé est Haltsuar.

## Géographie

### Localisation
La commune d'Halsou se trouve dans le département des Pyrénées-Atlantiques, en région Nouvelle-Aquitaine.
La commune fait partie de la province basque du Labourd.
Elle se situe à 128 km par la route de Pau, préfecture du département, à 18 km de Bayonne, sous-préfecture, et à 4,7 km de Cambo-les-Bains, bureau centralisateur du canton de Baïgura et Mondarrain dont dépend la commune depuis 2015 pour les élections départementales.
La commune fait en outre partie du bassin de vie de Cambo-les-Bains.
Les communes les plus proches sont : 
Larressore (1,4 km), Jatxou (1,7 km), Cambo-les-Bains (2,5 km), Ustaritz (3,9 km), Espelette (4,3 km), Itxassou (5,2 km), Souraïde (5,6 km), Villefranque (7,4 km).
Sur le plan historique et culturel, Halsou fait partie de la province du Labourd, un des sept territoires composant le Pays basque,. Le Labourd est traversé par la vallée alluviale de la Nive et rassemble les plus beaux villages du Pays basque. Depuis 1999, l'Académie de la langue basque ou Euskalzaindia divise le territoire du Labourd en six zones,. La commune est dans la zone Lapurdi Erdialdea (Labourd-Centre), au centre de ce territoire.

### Communes limitrophes
Les communes limitrophes sont Cambo-les-Bains, Hasparren, Jatxou et Larressore.
|            | Jatxou          |           |
| Larressore | Halsou          | Hasparren |
|            | Cambo-les-Bains |           |

### Hydrographie

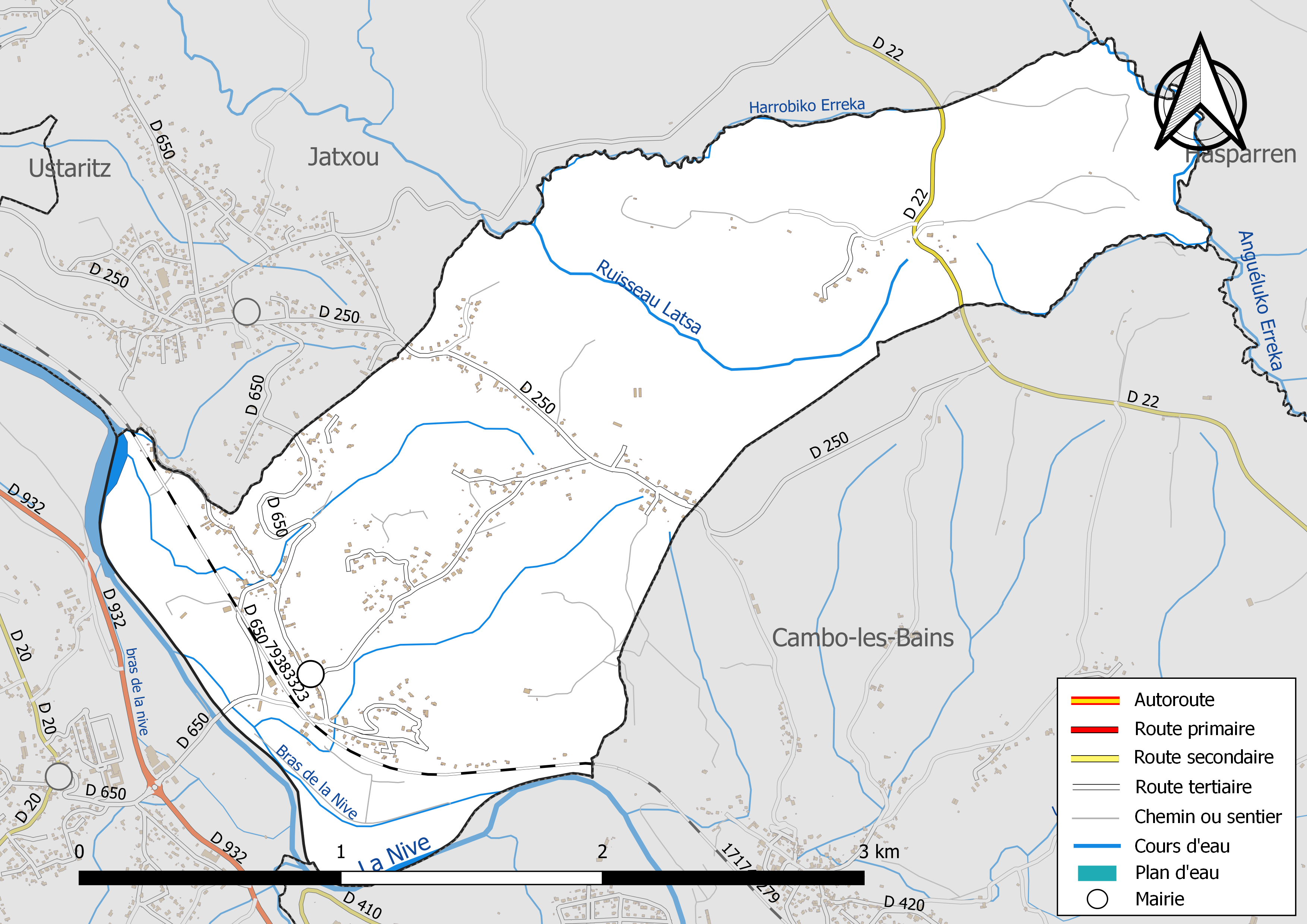
Réseaux hydrographique et routier d'Halsou.

La commune est drainée par la Nive, le ruisseau Latsa, un bras de la Nive, Harrobiko erreka, autre bras de la Nive, et par divers petits cours d'eau, constituant un réseau hydrographique de 11 km de longueur totale,.
La Nive, d'une longueur totale de 79,3 km, naît au pied du Mendi Zar (1 323 m), au-delà de la frontière espagnole, sous le nom de Harpeko erreka, et s'écoule du sud-est vers le nord-ouest. Elle traverse la commune et se jette dans l'Adour à Bayonne, après avoir traversé 20 communes.

### Climat
Pour des articles plus généraux, voir Climat de la Nouvelle-Aquitaine et Climat des Pyrénées-Atlantiques.
Historiquement, la commune est exposée à un micro climat océanique basque.
En 2020, Météo-France publie une typologie des climats de la France métropolitaine dans laquelle la commune est exposée à un climat de montagne et est dans la région climatique Pyrénées atlantiques, caractérisée par une pluviométrie élevée (>1 200 mm/an) en toutes saisons, des hivers très doux (7,5 °C en plaine) et des vents faibles.
Pour la période 1971-2000, la température annuelle moyenne est de 14,1 °C, avec une amplitude thermique annuelle de 12,5 °C. Le cumul annuel moyen de précipitations est de 1 475 mm, avec 13,7 jours de précipitations en janvier et 8,7 jours en juillet. Pour la période 1991-2020, la température moyenne annuelle observée sur la station météorologique la plus proche, située sur la commune d'Espelette à 4 km à vol d'oiseau, est de 14,6 °C et le cumul annuel moyen de précipitations est de 1 723,4 mm,. Pour l'avenir, les paramètres climatiques de la commune estimés pour 2050 selon différents scénarios d’émission de gaz à effet de serre sont consultables sur un site dédié publié par Météo-France en novembre 2022.

### Milieux naturels et biodiversité

#### Réseau Natura 2000
Le réseau Natura 2000 est un réseau écologique européen de sites naturels d'intérêt écologique élaboré à partir des Directives « Habitats » et « Oiseaux », constitué de zones spéciales de conservation (ZSC) et de zones de protection spéciale (ZPS).
Deux sites Natura 2000 ont été définis sur la commune au titre de la « directive Habitats », : 
- « la Nive », d'une superficie de 9 473 ha, un des rares bassins versants à accueillir l'ensemble des espèces de poissons migrateurs du territoire français, excepté l'Esturgeon européen[24] ;
- « l'Ardanavy (cours d'eau) », d'une superficie de 626 ha, un cours d'eau des coteaux sud de l'Adour[25].

#### Zones naturelles d'intérêt écologique, faunistique et floristique
L’inventaire des zones naturelles d'intérêt écologique, faunistique et floristique (ZNIEFF) a pour objectif de réaliser une couverture des zones les plus intéressantes sur le plan écologique, essentiellement dans la perspective d’améliorer la connaissance du patrimoine naturel national et de fournir aux différents décideurs un outil d’aide à la prise en compte de l’environnement dans l’aménagement du territoire.
Trois ZNIEFF de type 2 sont recensées sur la commune, : 
- les « bois et landes de Faldaracon-Eguralde et d'Hasparren » (2 636,71 ha), couvrant 6 communes du département[27] ;
- le « réseau hydrographique des Nives » (3 596,23 ha), couvrant 33 communes du département[28] ;
- le « réseau hydrographique et vallée de l'Ardanavy » (679,96 ha), couvrant 12 communes du département[29].

## Urbanisme

### Typologie
Au 1er janvier 2025, Halsou est catégorisée commune rurale à habitat dispersé, selon la nouvelle grille communale de densité à sept niveaux définie par l'Insee en 2022.
Elle appartient à l'unité urbaine de Bayonne (partie française), une agglomération internationale regroupant 28  communes, dont elle est une commune de la banlieue,,. Par ailleurs la commune fait partie de l'aire d'attraction de Bayonne (partie française), dont elle est une commune de la couronne,. Cette aire, qui regroupe 56 communes, est catégorisée dans les aires de 200 000 à moins de 700 000 habitants,.

### Occupation des sols

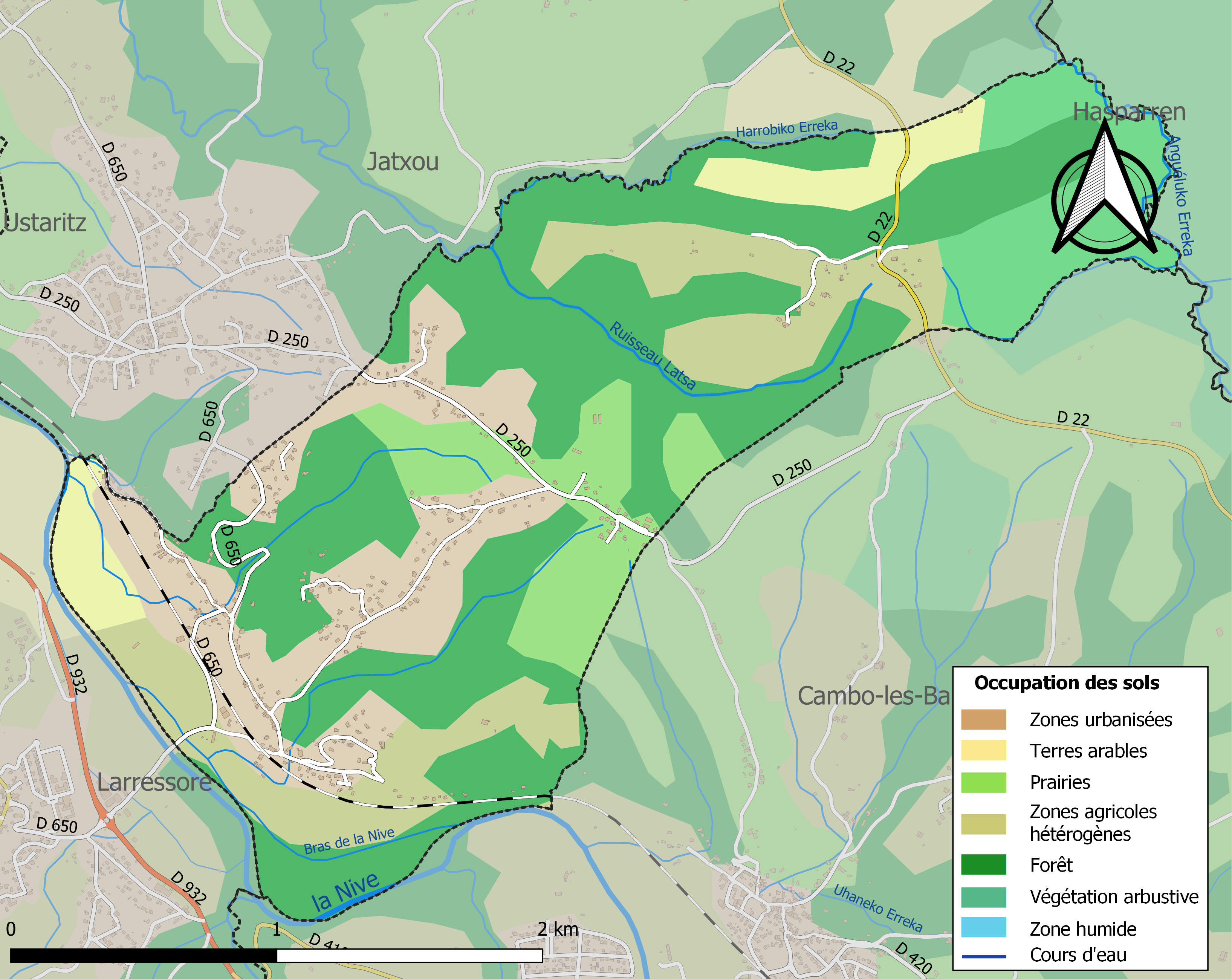
Carte des infrastructures et de l'occupation des sols de la commune en 2018 (CLC).

L'occupation des sols de la commune, telle qu'elle ressort de la base de données européenne d’occupation biophysique des sols Corine Land Cover (CLC), est marquée par l'importance des forêts et milieux semi-naturels (52 % en 2018), en diminution par rapport à 1990 (52,9 %). La répartition détaillée en 2018 est la suivante : 
forêts (43,1 %), zones urbanisées (17,6 %), zones agricoles hétérogènes (15,9 %), milieux à végétation arbustive et/ou herbacée (8,9 %), prairies (8,8 %), terres arables (5,7 %). L'évolution de l’occupation des sols de la commune et de ses infrastructures peut être observée sur les différentes représentations cartographiques du territoire : la carte de Cassini (XVIIIe siècle), la carte d'état-major (1820-1866) et les cartes ou photos aériennes de l'IGN pour la période actuelle (1950 à aujourd'hui).

### Lieux-dits et hameaux
Sur le cadastre napoléonien de 1811, la commune est divisée en quatre sections :
- Bazterretxea ;
- l'Église ;
- Chanoi ;
- Elizaldea.

En 2012, le Géoportail recense les lieux-dits suivants :
- Arttoenia ;
- Baratzarteko Borda ;
- Berreberria ;
- Chanoaren Borda ;
- Chanoénéa ;
- Chuhurraénéa ;
- Coucouteya ;
- Elizaldéa ;
- Etchegoina ;
- Habantza ;
- Harbidéa ;
- Harrieten Borda ;
- Iguzkibéguia ;
- Joanestoénéa ;
- Kurutxaldéa ;
- Lakoa ;
- Larraldéa ;
- Nitchétoénéa ;
- Olhagaraya ;
- Xerrenda ;
- Zabala ;
- Zabaloa.

### Voies de communication et transports
Halsou est desservie par les routes départementales D 932 et D 250.
La gare de Halsou - Larressore est située sur la ligne de Bayonne à Saint-Jean-Pied-de-Port.

### Risques majeurs
Le territoire de la commune d'Halsou est vulnérable à différents aléas naturels : météorologiques (tempête, orage, neige, grand froid, canicule ou sécheresse), inondations, feux de forêts et séisme (sismicité modérée). Un site publié par le BRGM permet d'évaluer simplement et rapidement les risques d'un bien localisé soit par son adresse soit par le numéro de sa parcelle.
Certaines parties du territoire communal sont susceptibles d’être affectées par le risque d’inondation par une crue torrentielle ou à montée rapide de cours d'eau, notamment la Nive. La commune a été reconnue en état de catastrophe naturelle au titre des dommages causés par les inondations et coulées de boue survenues en 1982, 1983, 1995, 2009, 2014, 2019 et 2021,.
Halsou est exposée au risque de feu de forêt. En 2020, le premier plan de protection des forêts contre les incendies (PDPFCI) a été adopté pour la période 2020-2030. La réglementation des usages du feu à l’air libre et les obligations légales de débroussaillement dans le département des Pyrénées-Atlantiques font l'objet d'une consultation de public ouverte du 16 septembre au 7 octobre 2022,.

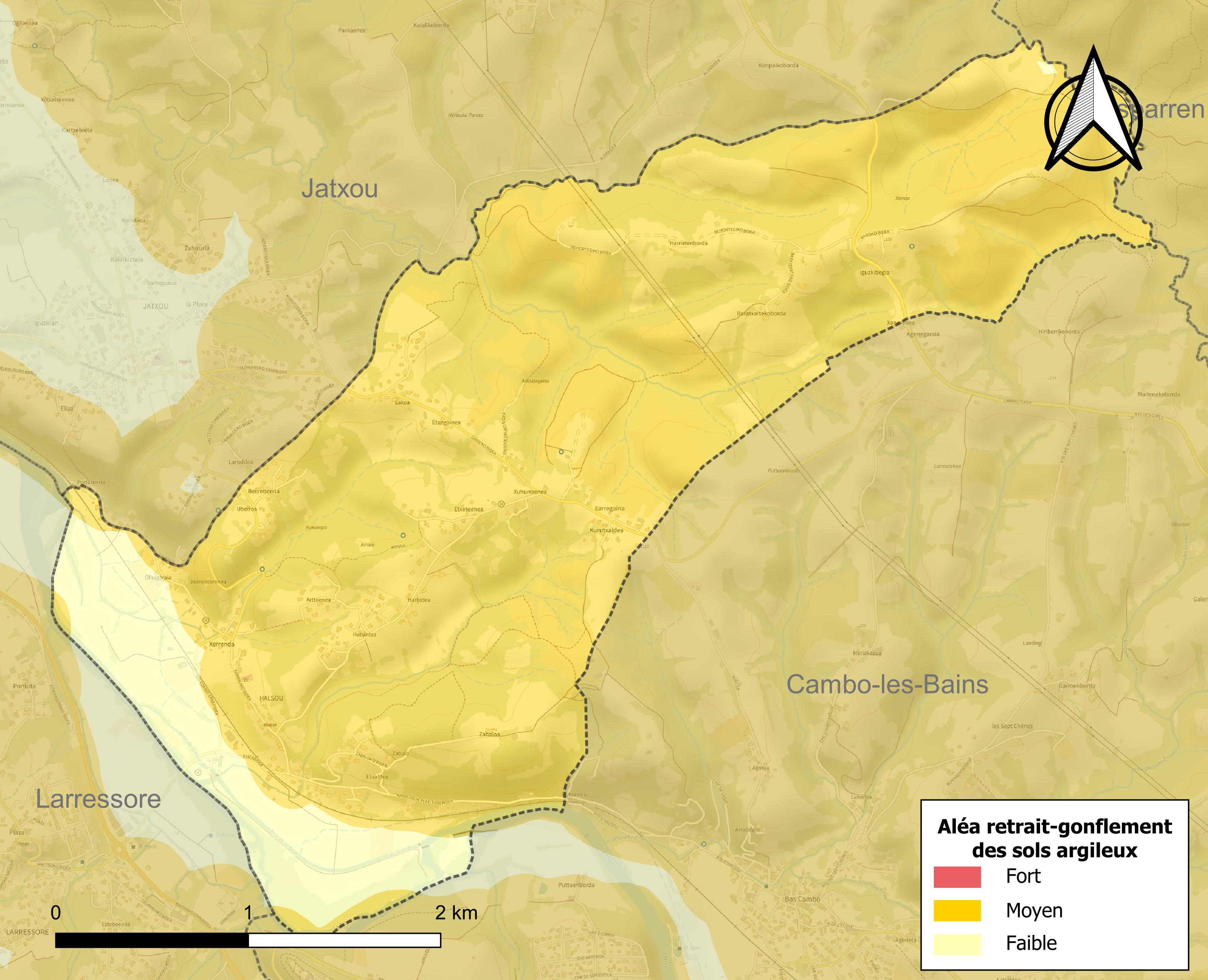
Carte des zones d'aléa retrait-gonflement des sols argileux d'Halsou.

Le retrait-gonflement des sols argileux est susceptible d'engendrer des dommages importants aux bâtiments en cas d’alternance de périodes de sécheresse et de pluie. 89 % de la superficie communale est en aléa moyen ou fort (59 % au niveau départemental et 48,5 % au niveau national). Depuis le 1er octobre 2020, en application de la loi ELAN, différentes contraintes s'imposent aux vendeurs, maîtres d'ouvrages ou constructeurs de biens situés dans une zone classée en aléa moyen ou fort,.

## Toponymie

### Attestations anciennes
Le toponyme Halsou apparaît sous les formes 
Halsu (XIIIe siècle, cartulaire de Bayonne, 1233, 1249 et 1305),
Alsu (1505),
Beata Maria de Halsou (1760, collations du diocèse de Bayonne) et
Haltsu au XIXe siècle.

### Graphie basque
Son nom basque actuel est Haltsu.

## Histoire
La chapelle d'époque médiévale fut « érigée en église à perpétuité » en 1510.

## Héraldique
| Blason | Blasonnement : Parti au 1 d'or au lion de gueules tenant dans sa patte dextre un dard péri en barre du même ; au 2 d'azur à l'aulne arraché d'or. |

## Politique et administration

### Liste des maires
| Période                                  | Période  | Identité           | Étiquette | Qualité |
| ---------------------------------------- | -------- | ------------------ | --------- | ------- |
| Les données manquantes sont à compléter. |          |                    |           |         |
|                                          |          |                    |           |         |
| 1983                                     | 1998     | Guy Doussau        |           |         |
| 1998                                     | 2003     | Jean-Paul Cazaux   |           |         |
| 2003                                     | mai 2020 | Vincent Carpentier |           |         |
| mai 2020                                 | En cours | Philippe Massé     |           |         |

### Intercommunalité
Halsou fait partie de cinq structures intercommunales :
- la communauté d'agglomération du Pays Basque ;
- le syndicat intercommunal pour la construction et la gestion d'établissements d'accueil pour personnes âgées Eliza-Hegi ;
- le syndicat d’énergie des Pyrénées-Atlantiques ;
- le syndicat intercommunal pour la gestion du centre Txakurrak ;
- le syndicat intercommunal pour le soutien à la culture basque.

La commune adhère à l'Eurocité basque Bayonne - San Sebastian.

## Population et société

### Démographie
L'évolution du nombre d'habitants est connue à travers les recensements de la population effectués dans la commune depuis 1793. Pour les communes de moins de 10 000 habitants, une enquête de recensement portant sur toute la population est réalisée tous les cinq ans, les populations de référence des années intermédiaires étant quant à elles estimées par interpolation ou extrapolation. Pour la commune, le premier recensement exhaustif entrant dans le cadre du nouveau dispositif a été réalisé en 2007.

En 2022, la commune comptait 605 habitants, en évolution de +3,42 % par rapport à 2016 (Pyrénées-Atlantiques : +3,78 %, France hors Mayotte : +2,11 %).
| 1793 | 1800 | 1806 | 1821 | 1831 | 1836 | 1841 | 1846 | 1851 |
| ---- | ---- | ---- | ---- | ---- | ---- | ---- | ---- | ---- |
| 331  | 331  | 317  | 287  | 321  | 319  | 294  | 319  | 326  |

| 1856 | 1861 | 1866 | 1872 | 1876 | 1881 | 1886 | 1891 | 1896 |
| ---- | ---- | ---- | ---- | ---- | ---- | ---- | ---- | ---- |
| 300  | 272  | 265  | 292  | 275  | 312  | 303  | 301  | 302  |

| 1901 | 1906 | 1911 | 1921 | 1926 | 1931 | 1936 | 1946 | 1954 |
| ---- | ---- | ---- | ---- | ---- | ---- | ---- | ---- | ---- |
| 316  | 326  | 299  | 291  | 312  | 303  | 243  | 285  | 266  |

| 1962 | 1968 | 1975 | 1982 | 1990 | 1999 | 2006 | 2007 | 2012 |
| ---- | ---- | ---- | ---- | ---- | ---- | ---- | ---- | ---- |
| 283  | 290  | 324  | 376  | 443  | 503  | 486  | 483  | 532  |

| 2017 | 2022 | - | - | - | - | - | - | - |
| ---- | ---- | - | - | - | - | - | - | - |
| 595  | 605  | - | - | - | - | - | - | - |

La commune fait partie de l'aire d'attraction de Bayonne.

### Enseignement
La commune dispose d'une école, l'école primaire privée Maurice-Harriet. Cette école propose un enseignement bilingue français-basque à parité horaire.

## Économie
La commune fait partie de la zone AOC de production du piment d'Espelette et de celle de l'ossau-iraty.

## Culture locale et patrimoine

### Langues
D'après la Carte des Sept Provinces Basques publiée en 1863 par le prince Louis-Lucien Bonaparte, le dialecte basque parlé à Halsou est le bas-navarrais occidental.

### Patrimoine civil

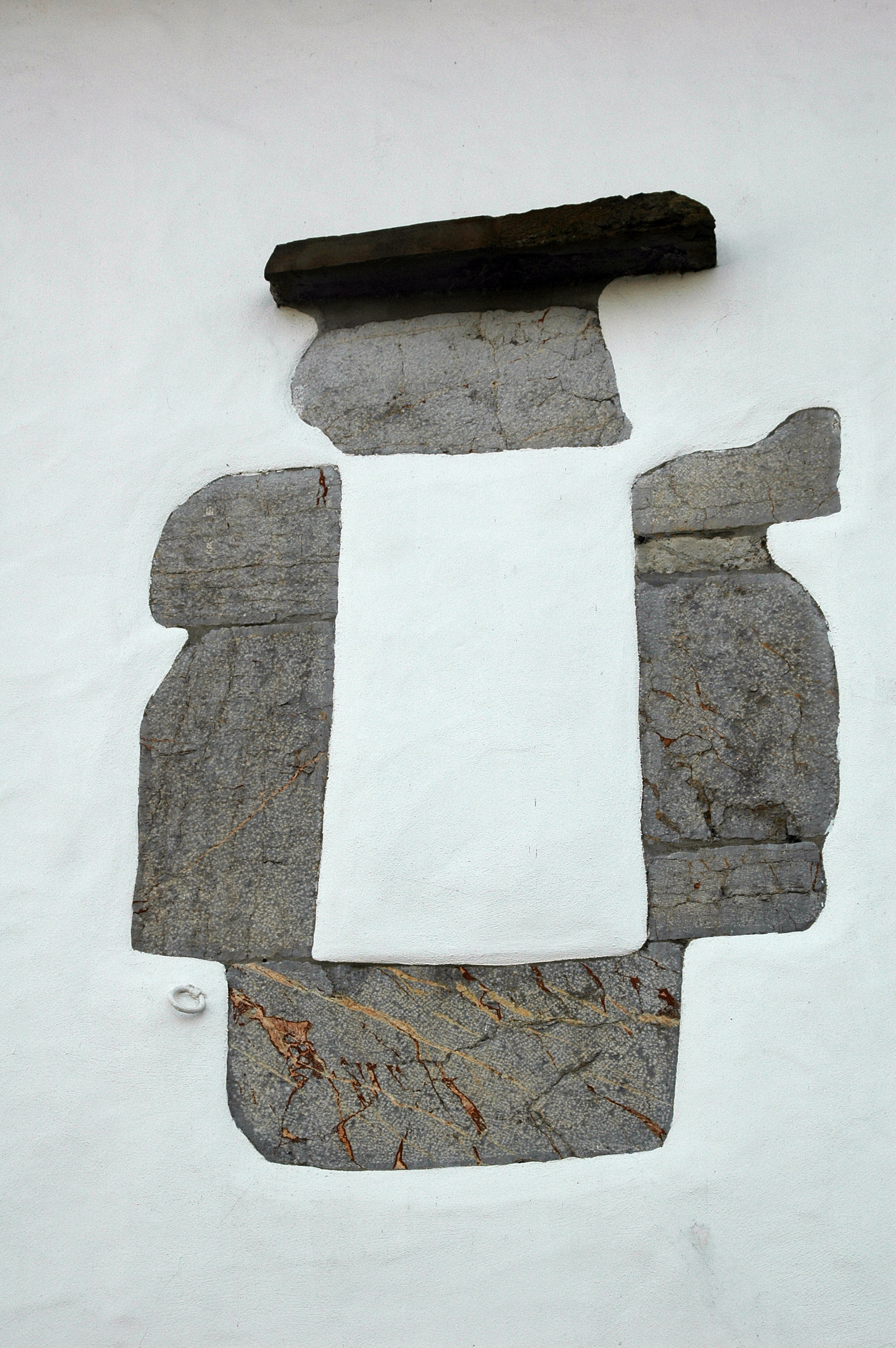
Fenêtre murée, anciennement protégée des pluies de l'ouest par un rejet d'eaux de ruissellement.
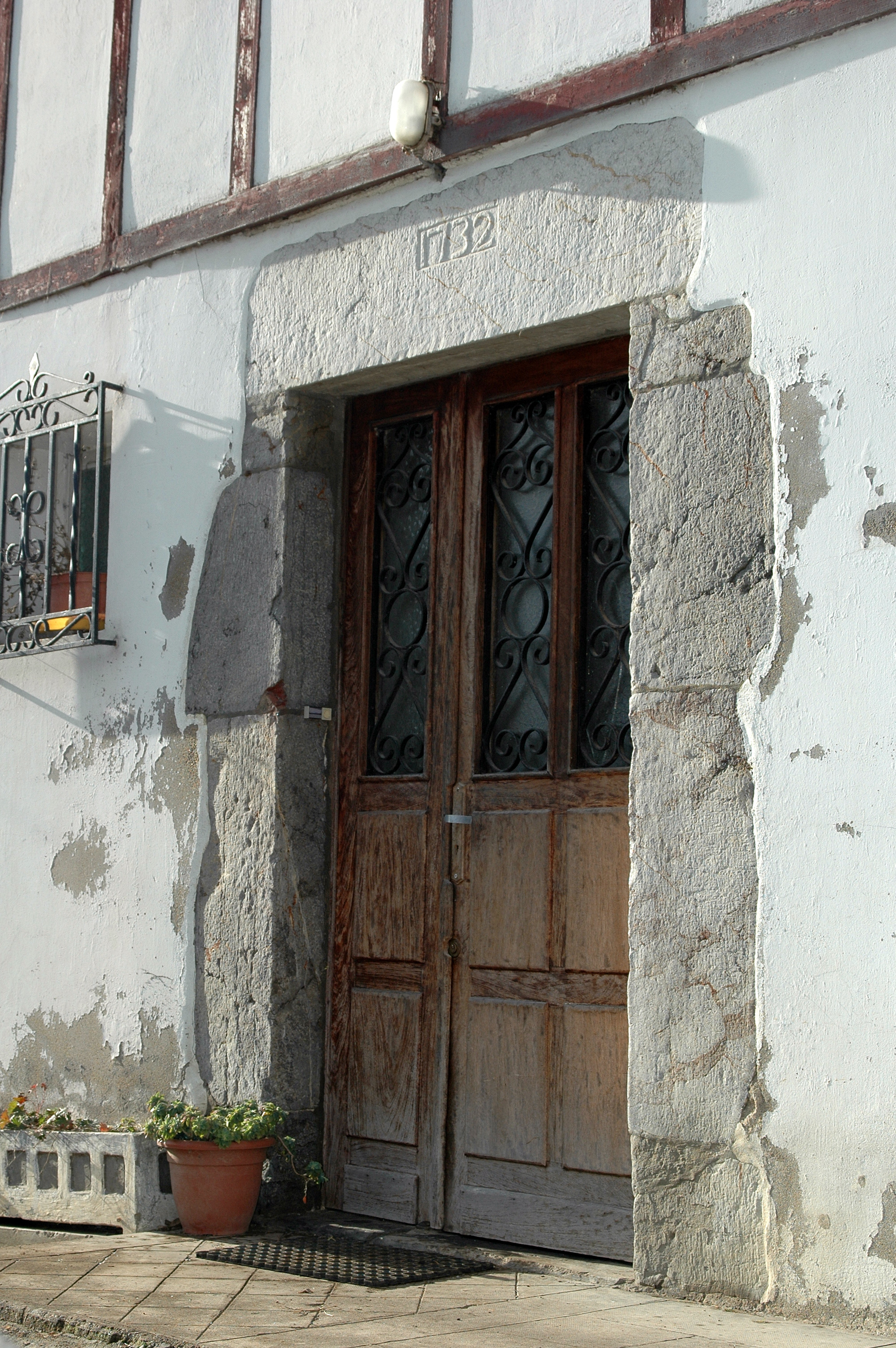
Linteau sculpté.
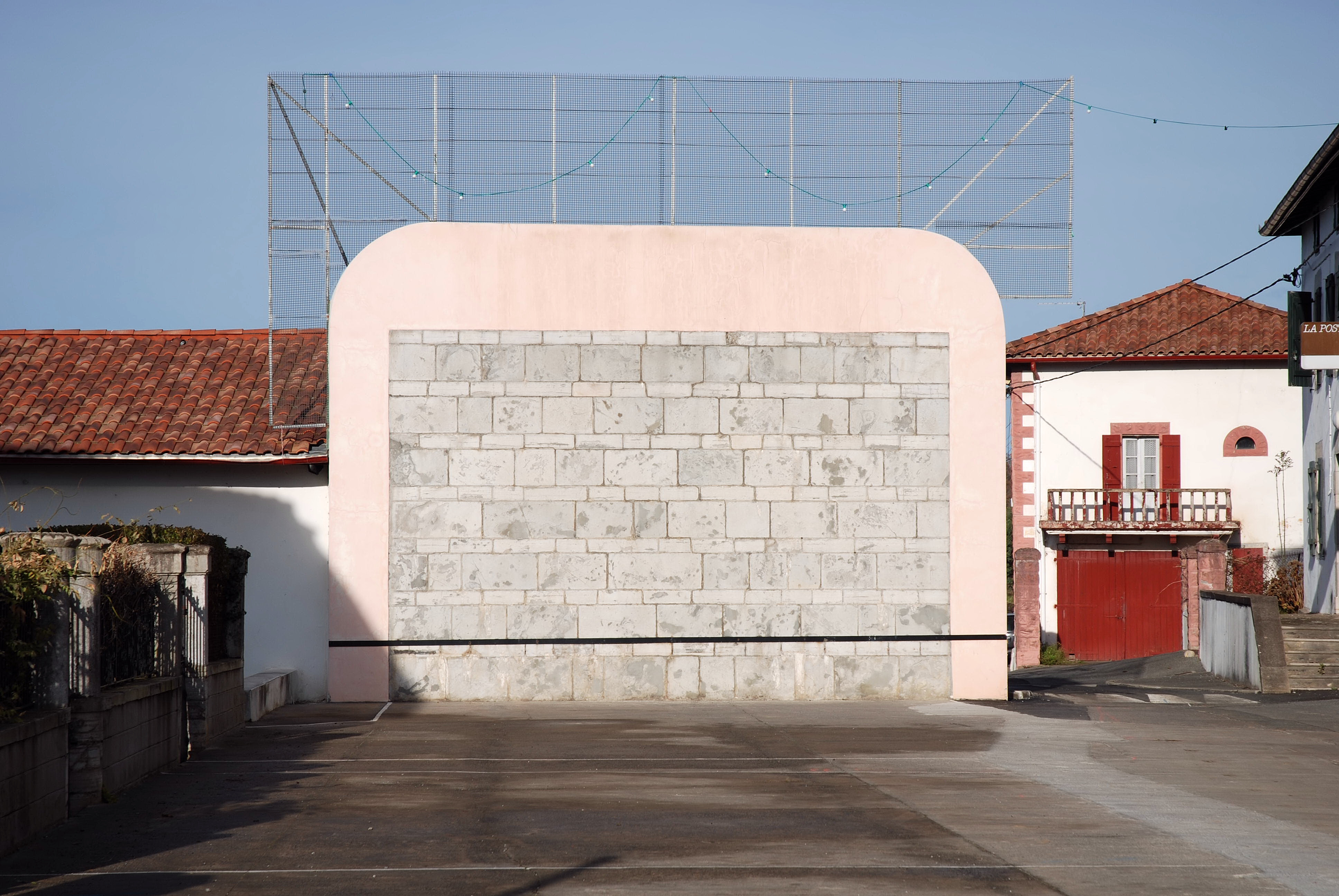
Le fronton place libre.
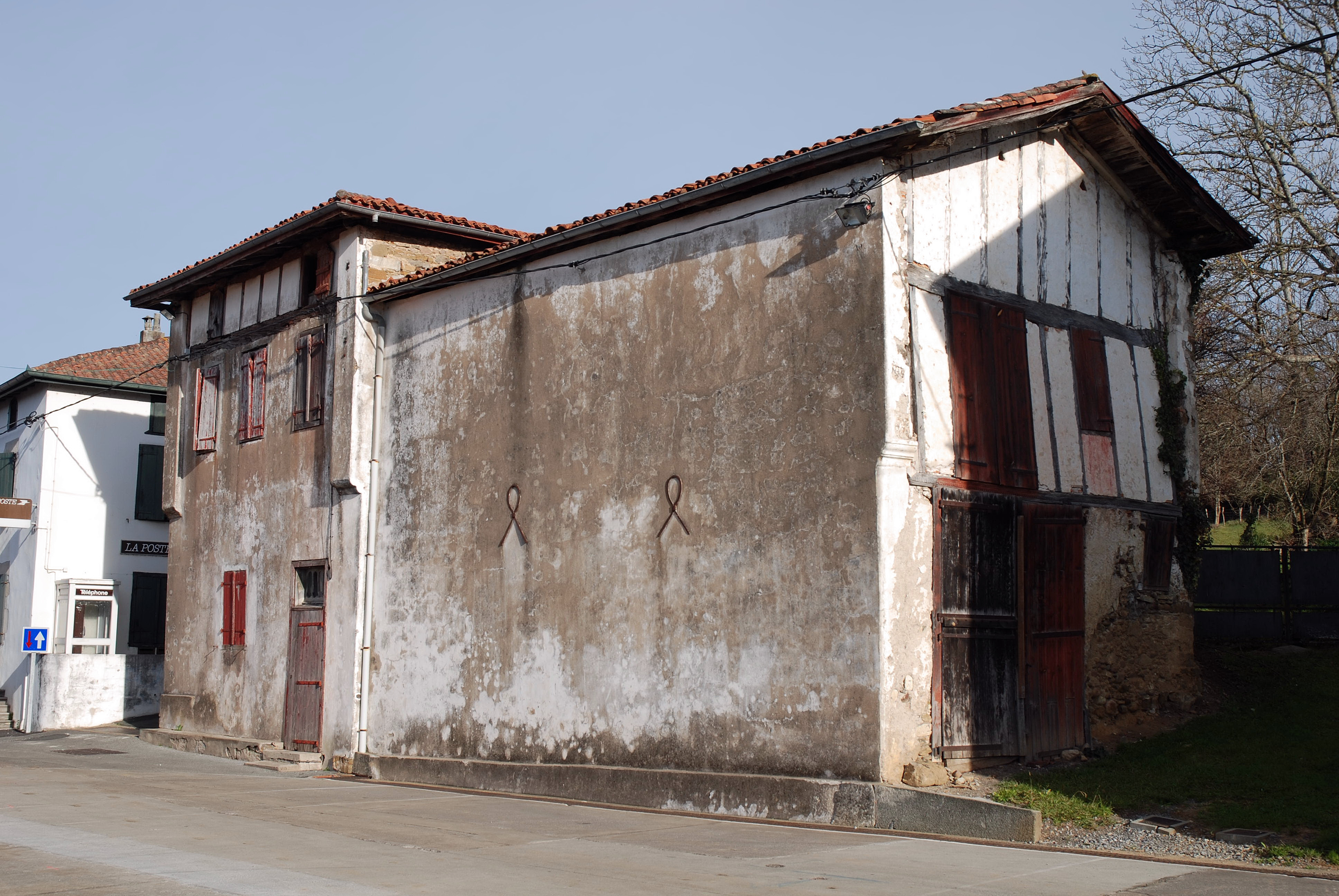
Vieille ferme.
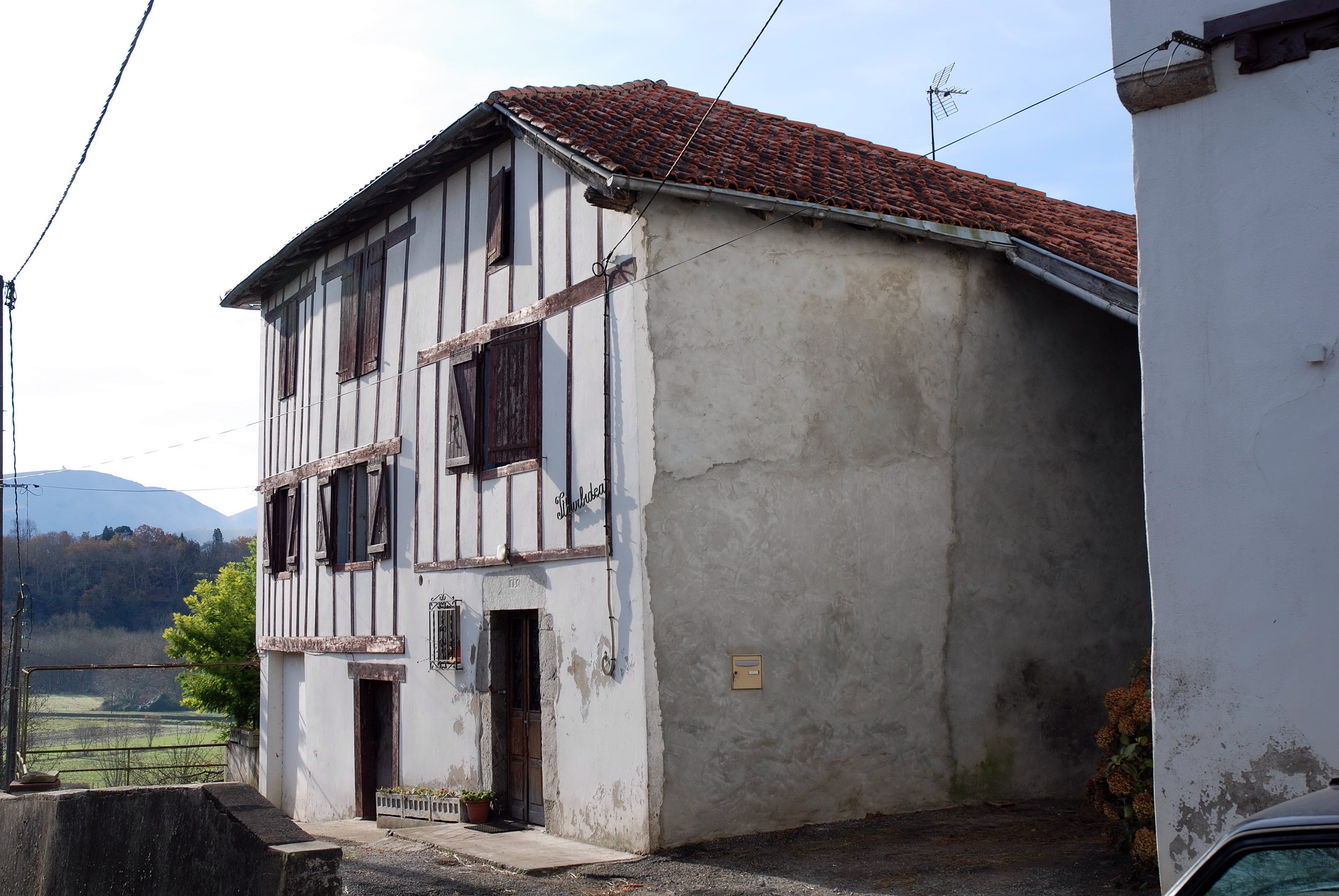
Pan de toit coupé.

### Patrimoine religieux
Le cimetière d'Halsou recèle des stèles discoïdales et tabulaires ainsi que des dalles funéraires et une croix datant du XVIIIe siècle, inventoriées par le ministère de la Culture.
L'église d'Halsou est une église à campenard ou clocher-mur.

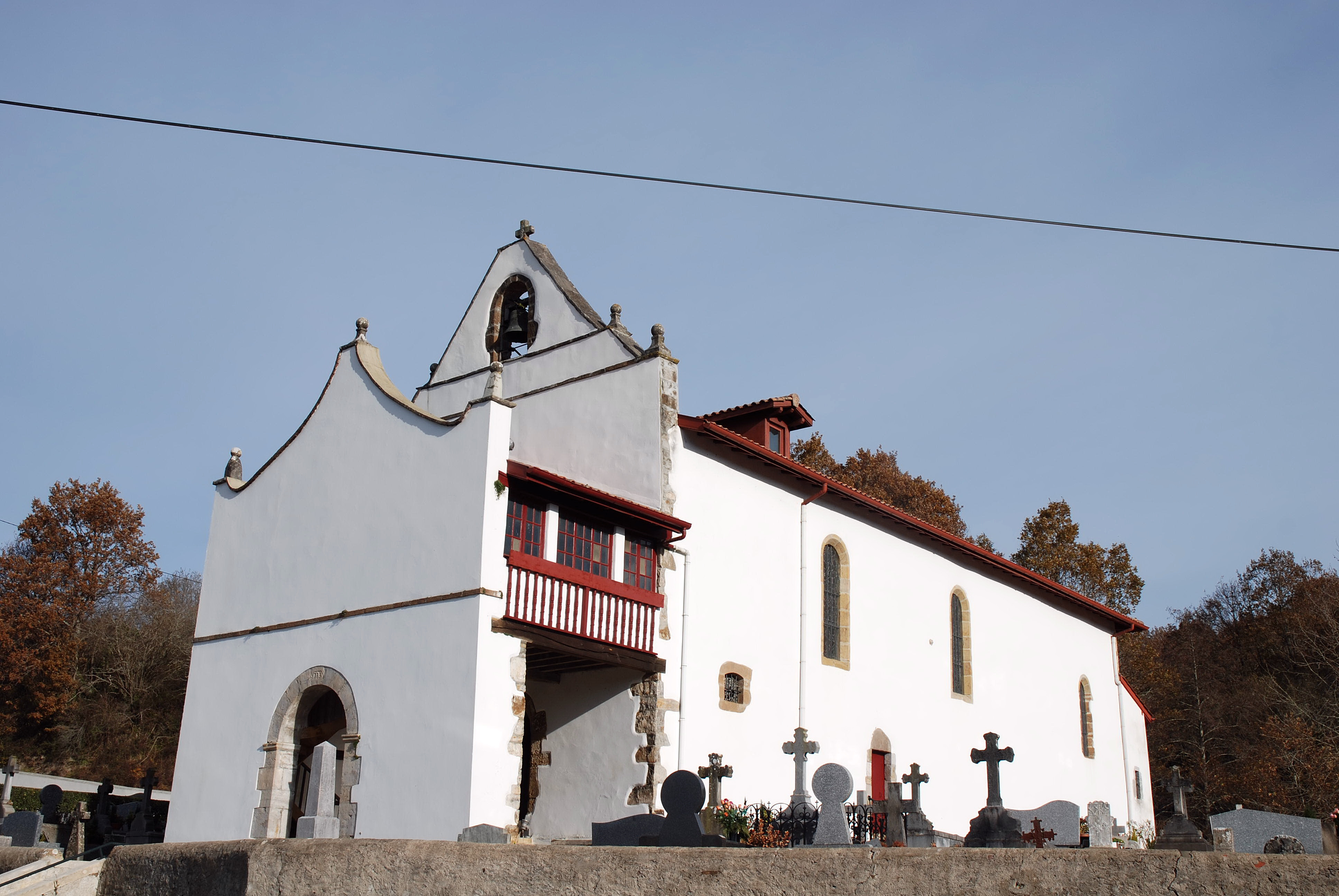
L'église Notre-Dame.
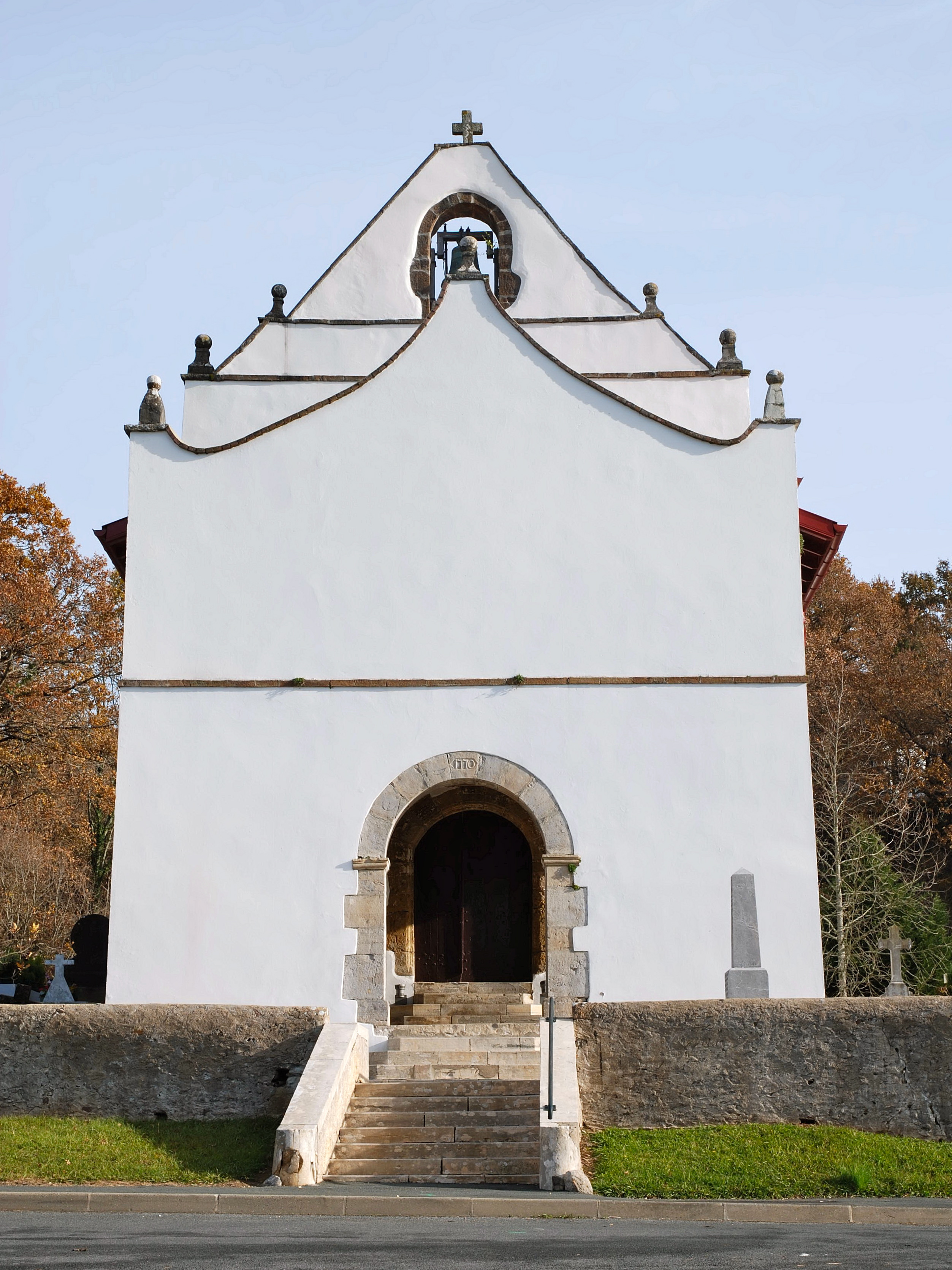
L'église Notre-Dame vue de face.
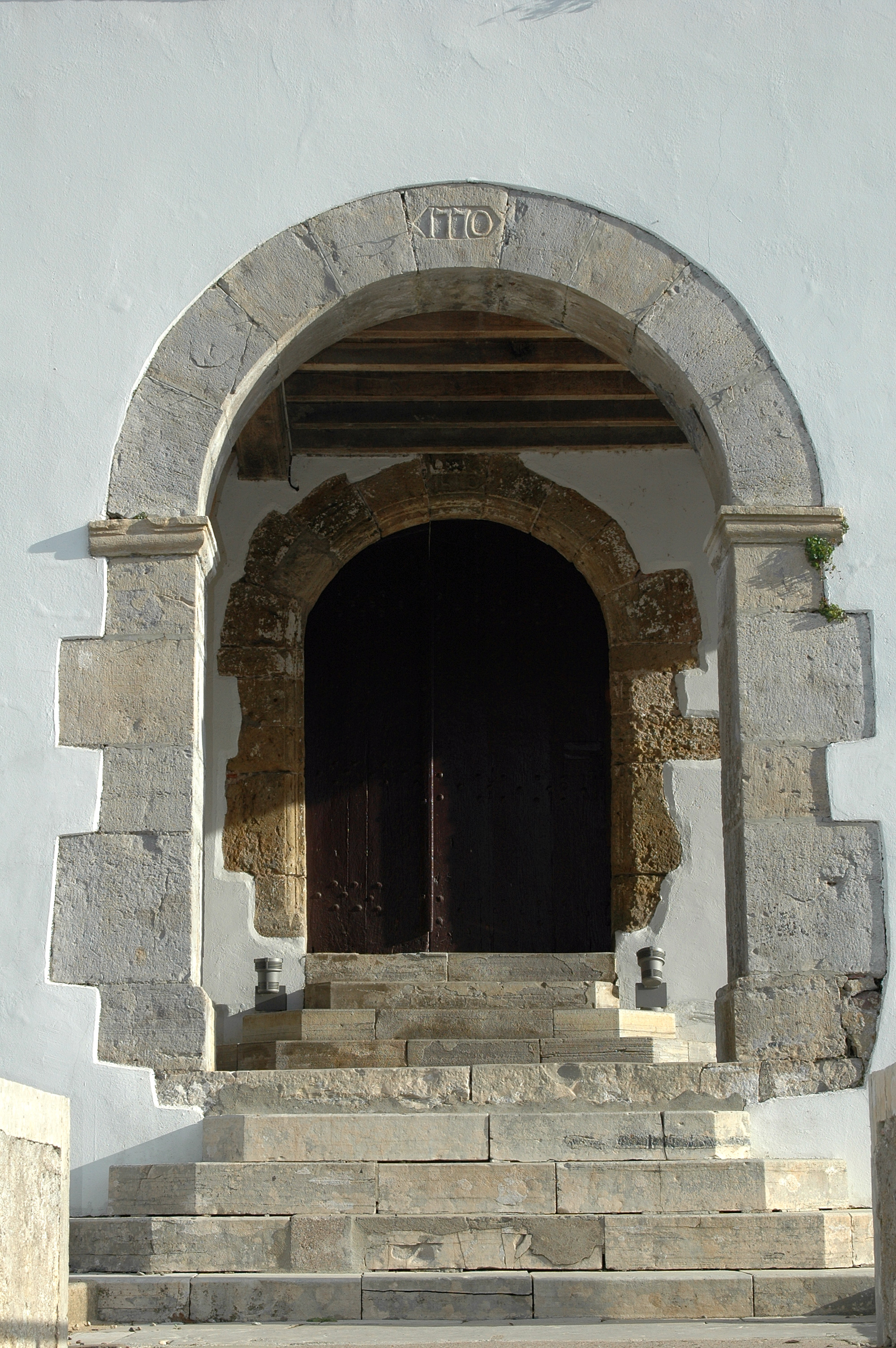
Porche de l'église.
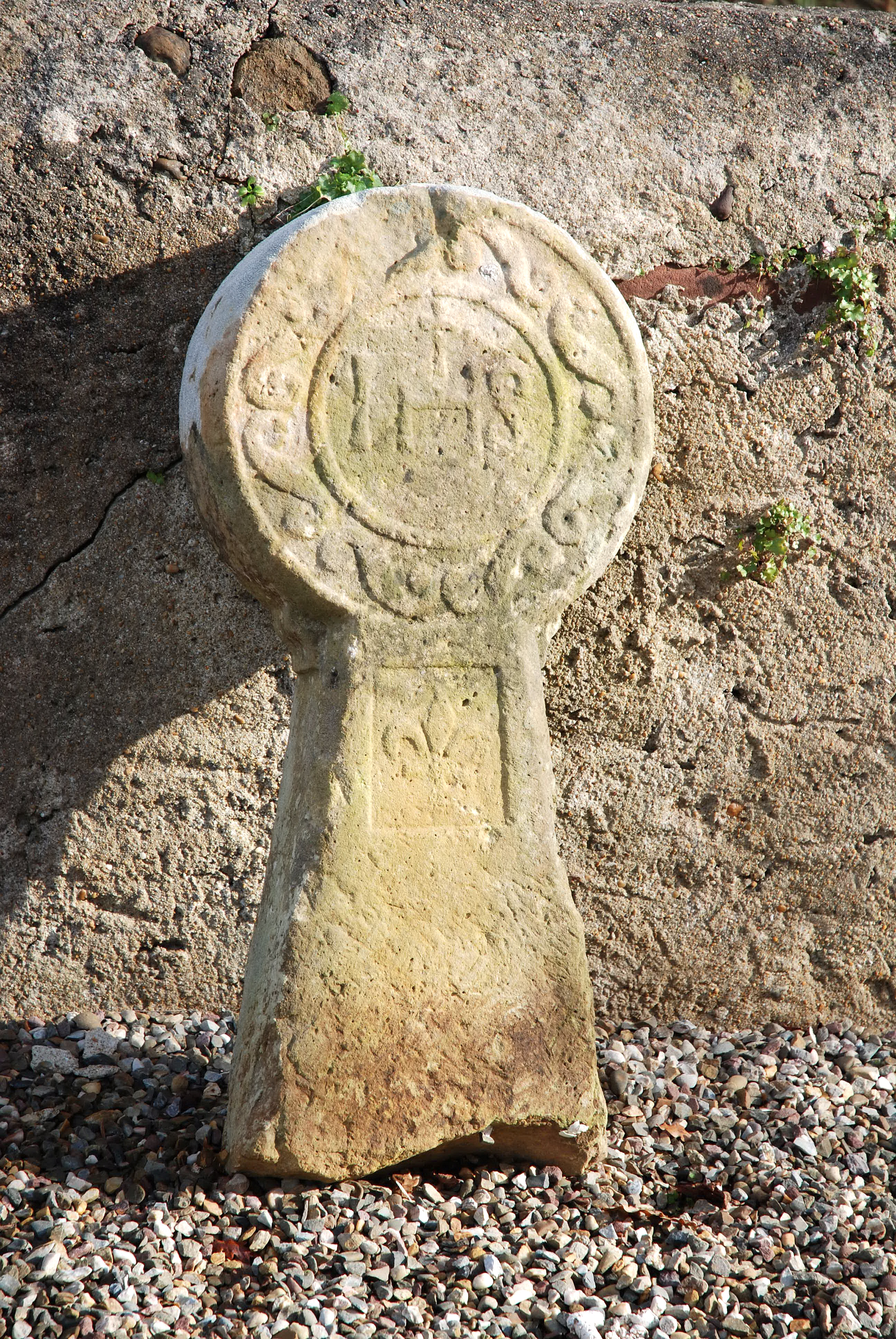
Stèle discoïdale.

## Équipements

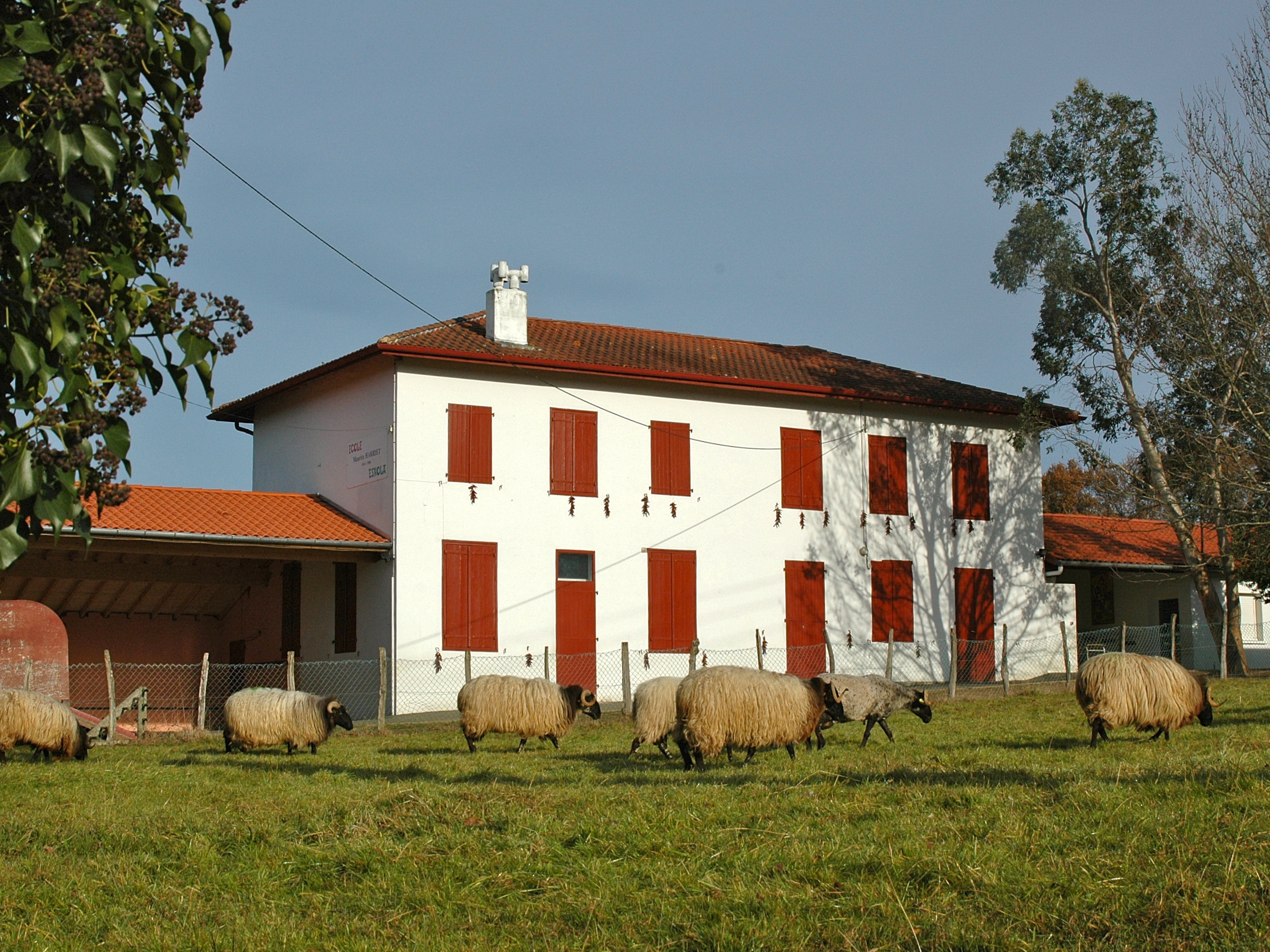
L'école d'Halsou.

### Enseignement
La commune dispose d'une école primaire privée (école Maurice-Harriet).

## Personnalités liées à la commune
- Christophe Castaner (1966-), homme politique français, secrétaire d'État chargé des relations avec le Parlement et porte-parole du gouvernement d'Édouard Philippe de mai à novembre 2017, puis ministre de l'Intérieur depuis octobre 2018. Son grand-père maternel, Paul Saint-Jean, était né à Halsou en 1888 dans la maison Alçuyeta[réf. nécessaire].